# Uorganisk kemi
Uorganisk kemi er den gren inden for kemien, der beskæftiger sig med studiet af materialer, der indeholder en hvilken som helst kombination af grundstoffer med undtagelse af organiske forbindelser.
Nogle store felter inden for uorganisk kemi:
- Mineraler, så som salte, asbest, silikater, ...
- Metaller og deres legeringer, som f.eks. jern, kobber, aluminium, messing, bronze, ...
- Forbindelser indeholdende ikke-metaller, så som silicium, phosphor, klor, ilt, for eksempel vand
- Metalkomplekser

Nogle vigtige uorganiske produkter er siliciumchips, transistorer, LCD-skærme, og fiberoptik.
Uorganisk kemi overlapper ofte med mineralogi, geokemi, analytisk kemi, miljøkemi, fysisk kemi, og organometalkemi.
Organometalkemi kombinerer elementer af organisk kemi med uorganisk kemi, og beskæftiger sig blandt andet med carbon-metal-bindinger, i hvilke carbonatomet, ud over at være bundet til metallet, samtidigt indgår i en organisk forbindelse.
Vitamin B12, hvis aktive center minder om det i hæmoglobin, er en naturligt forekommende organometalllisk forbindelse, der har betydning for metabolismen, der indeholder en stor organisk del (corrin og protein), et metal (kobolt), og en binding mellem metallet og et carbonatom i en metylgruppe.
På trods af metalionerne eller metal-carbon-bindingerne er guldcyanid, calciumcarbonat, og nikkeltetracarbonyl (for at nævne et par stykker) uorganiske, snarere end organometalliske, forbindelser, selvom nogle kemikere betragter metalcarbonyler som organometalliske.
Oxiderne af carbon, carbonatsalte og visse materialer, der indeholder carbon, såsom stål og diamant betragtes normalt som uorganiske.
Uorganisk kemi beskæftiger sig for en stor del med molekylære forbindelser, idet mange uorganiske forbindelser har en opbygning, der kan beskrives som molekyler, men der er mange uorganiske forbindelser, der ikke er opbygget som molekyler. 
Studiet af faste (uorganiske) materialer kaldes faststofkemi, der er en gren inden for materialevidenskaben.